# Maghadena duberneti
Maghadena duberneti är en fjärilsart som beskrevs av Pierre E.L. Viette 1968. Maghadena duberneti ingår i släktet Maghadena och familjen nattflyn. Inga underarter finns listade i Catalogue of Life.